# Tim Hodgson (homme politique)
Pour les articles homonymes, voir Timothy Hodgson et Hodgson.
Timothy Hodgson est un comptable et homme politique canadien de l'Ontario. Il est député fédéral libéral de la circonscription ontarienne de Markham—Thornhill depuis avril 2025. Le mois suivant, il est nommé ministre de l'Énergie et des Ressources naturelles dans le gouvernement du premier ministre Mark Carney.

## Biographie
Né à Winnipeg au Manitoba, Hodgson sert dans les Forces armées canadiennes de 1979 à 1985. Durant la même période, il étudie à l'Université du Manitoba et obtient un Bachelor of Commerce en comptabilité et finance en 1983. Il travaille ensuite comme comptable pour la firme winnipégoise PricewaterhouseCoopers (PwC). En 1988, il obtient un Master of Business Administration de l'école Ivey Business (en) de l'Université Western Ontario.

### Carrière financière
De 1990 à 2010, Hodgson occupe diverses postes pour la firme Goldman Sachs à New York, Londres, Toronto et dans la Silicon Valley et le poste de directeur général pour Goldman Sachs Canada de 2005 à 2010. Au sein de l'entreprise, il travaille avec Mark Carney et le suit en tant que conseiller spécial lorsque ce dernier est nommé gouverneur de la Banque du Canada. Avant l'élection fédérale de 2025, Hodgson occupe la fonction de président du conseil d'administration d'Hydro One. En vue des élections, il prend un congé sans solde de son poste chez Hydro One et aussi de sa charge de vice-président du comité de placement du Régime de retraite des enseignantes et des enseignants de l'Ontario. 
Hodgson sert aussi comme membre du conseil d'administration de la firme pétrolière MEG Energy (en) de Calgary,.

### Carrière politique
Lors des élections fédérales canadiennes de 2025, Tim Hodgson se présente pour le Parti libéral du Canada dans la circonscription de Markham—Thornhill. Il remporte le scrutin avec 54,5 % des voix et une majorité de 6 501 voix sur le candidat conservateur Lionel Loganathan, remplaçant sa collègue libérale et députée sortante Mary Ng,. Le 13 mai 2025, lors de la formation de son nouveau cabinet, le premier ministre Mark Carney le nomme ministre de l'Énergie et des Ressources naturelles.